# Werner Dahm

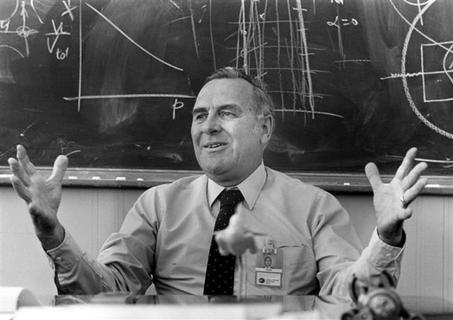
Werner Dahm

Werner K. Dahm (* 16. Februar 1917 in Lindenthal bei Köln; † 17. Januar 2008 in Huntsville, Alabama, USA) war ein deutscher Raketenpionier.
Dahm wurde als Sohn von Anton Dahm und Maria Morkramer in der Nähe von Köln geboren. Kurz nach seiner Geburt zogen die Eltern nach Bonn. Dort schloss er die Beethoven-Schule ab und studierte ab 1936 an der Technischen Hochschule Aachen, und danach, nachdem diese geschlossen wurde in München Aerodynamik und Flugzeugbau. Schon sein Vater war ein Ingenieur.
1941 kam er zum Raketenteam von Wernher von Braun nach Peenemünde. Als jüngstes Mitglied dieser Gruppe arbeitete er mit an der Entwicklung der Hermes II. Zusammen mit von Braun führte er diese Arbeiten auch nach seiner Übersiedlung in die USA 1950 aus. Er folgte von Braun auch, als dieser zur NASA wechselte. Erst 2006 endete seine aktive Tätigkeit, nachdem er in einen Autounfall verwickelt war. Er war damit der letzte aktive deutsche Raketenspezialist bei der NASA aus seiner Zeit.
Dahm war zweimal verheiratet. Seine erste Frau, die er 1955 geheiratet hatte, starb 1976. Im Jahre 1981 heiratete er erneut, seine zweite Frau verstarb 2000. Werner Dahm hinterließ vier Söhne.